# Долгоруково (Калининградская область)
Долгоруково (нем. Domtau, Leißen, Pompicken, Stablack) — посёлок в Багратионовском районе Калининградской области. Является административным центром Долгоруковского сельского поселения.

## История
До 1945 года поселения Домтау, Leißen, Pompicken и Szablack входили в состав Восточной Пруссии, Германия. С 1945 года они входили в состав РСФСР СССР. В 1946 году были соединены в один посёлок с названием Долгоруково. До октября 2008 года относились к Чапаевскому сельсовету.

## Население
| 2002 | 2010  |
| ---- | ----- |
| 2431 | ↗2805 |

В 1910 году Домтау в проживал 91 человек, в Pompicken 76 человек. 